# Семен Климовський
Семе́н Климо́вський  — український філософ, поет, козак Харківського полку. Автор пісні «Їхав козак за Дунай». Народився на рубежі XVII та XVIII століть. Помер на рубежі XVIII та XIX століття у селі Припутні Єлисаветградського повіту Херсонської губернії, неподалік сучасного села Мошорине на Кіровоградщині (село Припутні зникло через Голодомор[джерело?]). Точні дата народження та смерті невідома.

## Життєпис

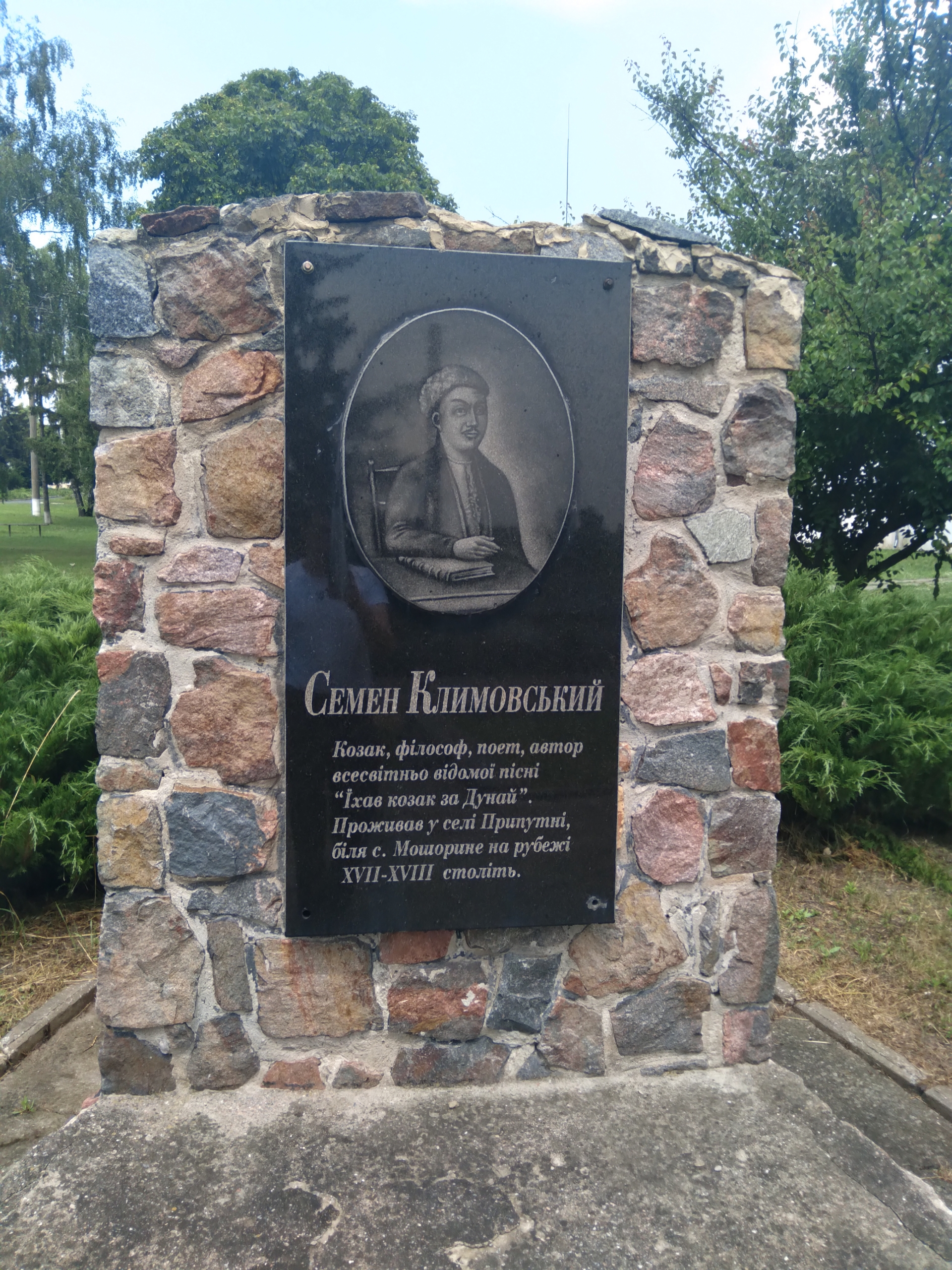
Пам'ятник Семену Климовському у селі Мошорине (село Припутні зникло через Голодомор і його територія була приєднана до села Мошорине)

Життя С. Климовського, як правило, пов'язують з Києво-Могилянською академією, в якій він начебто навчався (хоча в енциклопедії «Києво-Могилянська академія в іменах» згадок про Климовського немає). М. Карамзін вважав його самородком, «учнем природи», якого, на жаль, «не довчило мистецтво». Навряд чи такий погляд має підстави, оскільки твори поета, які дійшли до нас, свідчать про добре знання ним мов, літератури й філософії. Серед тих, хто був Климовському духовно найближчим, першим слід назвати Горація.
Загадкою залишається питання про те, в яких роках жив поет. Ясно тільки, що життя його було дуже довгим, може навіть понад столітнім. У 1724 р. він, судячи з усього, був зовсім молодою людиною. Закінчував своє життя Климовський наприкінці XVIII ст. у степах колишнього Дикого Поля, де він разом із приятелем заснував хутір Припутні. Саме тут старого поета застав якийсь Микола Левицький, який у 1818 р. надрукував на сторінках харківського журналу «Украинский вестник» свій нарис-спогад «Деревня Припутни (Херсонской губ., Елисаветгр. уезда)». Нарис цей віднайшов Григорій Нудьга і вмістив його в своїй книжці «Козак. Філософ. Поет». Однак, його знахідки були б неповними, якби не Федір Плотнір, який знайшов в архівах місце зниклого нині хутора Припутні — поруч з Новою Прагою (Олександрійський район Кіровоградської області). На свято Покрови 14 жовтня 2003 року на місці хутора Припутні встановлено пам'ятний знак.
Села давно немає: останні мешканці вибралися звідси під час голодомору 1932—1933 рр. Якщо їхати з обласного центру в напрямку Олександрії, то повернути слід біля села Васине, потім кілька кілометрів степової дороги — і ось вона глибока балка, де колись уперше з'явився зі своїм приятелем Семен Климовський. На дні балки блищить великий став, навпроти якого, на пагорбі біля Хомчиного гаю, в оточенні високих тополь стояв будиночок Климовського, в якому й гостював Микола Левицький. Старого козака він застав з Горацієм і Вергілієм у руках. Селяни в солом'яних брилях якраз поверталися з поля. Заходило сонце. Господар повів гостя на гору — щовечора він так проводжав небесне світило. Левицькому запам'яталися слова про те, що сенс має тільки те життя, про яке можна сказати, що воно — добродійне: добродійністю пройняті були і взаємини Климовського та селян: картинка, яку малює М.Левицький, майже ідилічна. Частина цієї ідилії — житейські поради мудрого «пана» Климовського, а також пісні, якими він обдаровує сільську молодь. Згадується в нарисі й пісня «Їхав козак за Дунай».

## Творчість

### Авторство пісні «Їхав козак за Дунай»
Автор знаменитої пісні «Їхав козак за Дунай» довгий час вважався легендарною постаттю. Авторство цієї пісні першим підтвердив російський історик Микола Карамзін. Він був також ознайомлений з іншими творами Семена Климовського «Про правду і великодушність благодійників» та «Про правосуддя начальників».
Карамзін писав про нього:
| В імператорській бібліотеці зберігається його рукописний твір «Про великодушність і правду», в якому багато добрих почуттів і навіть добрих віршів… Розповідають, що Климовський менш, ніж ссім грецьких мудреців був славний і поважний між його побратимами козаками; що він, як натхненна піфія, бесідував пишномовними віршами, давав приятелям розсудливі поради, часто вживав прислів'я: «Нам добро і нікому зло, то законне життя»; і зацікавлені приходили здалеку слухати його. |[джерело?]
Популярність поета зросла після того, як він став героєм опери-водевіля російського письменника Олександра Шаховського «Козак-стихотворец» (1812).
В 1905 році історику Всеволоду Срезневському пощастило відшукати в особистій бібліотеці Петра I та опублікувати два рукописні твори, які підписав «негоднейший раб харьковский козак Семен Климов», зробивши їх надбанням усіх цікавих.
Мова творів Семена Климовського близька до мови творів Сковороди — російська з численними церковнослов'янізмами та українізмами. Деякі твори написані повністю українською розмовною мовою. А вже в наш час дослідник літературної давнини Валерій Шевчук переклав писання поета XVIII ст. сучасною українською мовою і помістив в одному з томів «Антології української поезії».

### Поетичні трактати
Твори «Про правду і великодушність благодійників» та «Про правосуддя начальників» надзвичайно цікаві з багатьох поглядів. «Цар без правди мертвий», — писав С. Климовський. І далі малював картину того морального занепаду, на який прирікає суспільство правитель, який «пада… у прірви погані». Темнота, брехня, лють, «моральні хвороби» — ось плата за зневажання правди. «Правди нелюбитель» не гідний бути царем, твердить Климовський, адже він за життя стає «мертворуким»… Автор моралізує, обіцяючи, що благодать проллється з небес тільки тому, хто «діло при правді виконать візьметься». І це не холодне вчене моралізування, а пристрасне заклинання, розрахована на «педагогічний» ефект демонстрація моральної дилеми: «Лучше в нищих глад с правдою и хлад терпъти, нежели, царем быв, правди не имъти»
Був серпень 1724-го — саме таку дату виведено в кінці рукопису. Дослідники творчості С. Климовського Григорій Нудьга та Валерій Шевчук звернули увагу на політичний контекст, у якому з'явилися адресовані Петрові I трактати «харківського козака». Політика помсти Україні «за Мазепу» дала страшні наслідки. Пограбовано економіку, винищено чимало люду, введено обмеження на українське книгодрукування. 1722 року скасовано гетьманщину. Правити Україною відтепер повинна була «Малоросійська колегія» на чолі з бригадиром Вельяміновим. Павло Полуботок, який подався до Петербурга «виговорювати» для українців бодай куці права, додому не повернувся — помер у Петропавловській фортеці.
Рукопис (рукописну книжку, в яку С. Климовський власно ручно переписав свої твори) знайшов В. Срезневський, який опублікував її 1905 р. у Харкові. Рукопис зберігається в Петербурзі у Бібліотеці Російської Академії наук.

## Твори
- «Про правду і великодушність благодійників»
- «Про правосуддя начальствующих»
- «О дивных императора всероссийского (Петра I) делах»
- «Про смиренність височайших»
- «О пришествии короля шведского Карла XII внутрь и об измене Мазепы»
- Пісня «Їхав козак за Дунай»

## Пам'ять
У 2024 році на честь Климовського у Олександрії назвали провулок.